# لوسي نيفيل رولف
لوسي جين نيفيل رولف، البارونة نيفيل رولف من مواليد 2 جانفي 1953وهي سيدة أعمال وسياسية بريطانية وشغلت منصب وزيرة الدولة في مكتب مجلس الوزراء من سبتمبر 2022 إلى يوليو 2024. وقد اشتغلت عضوا في حزب المحافظين، وقد عملت أيضا في مناصب وزارية في عهد رؤساء الوزراء ديفيد كاميرون وتيريزا ماي وليز تروس وريشي سوناك.